# Антоан Наварски
Антоан дьо Бурбон (на испански: Antoine de Bourbon; * 22 април 1518; † 17 ноември 1562) е крал на Навара; управлява съвместно със съпругата си Жана III Наварска до смъртта си през 1562.
Понякога е наричан родоначалник на рода Бурбон, като първият от рода с кралска титла. Той е също така и баща на френския крал Анри IV.

## Произход и детство
Антоан е роден в Ла Фер, Пикардия. Син е на Шарл IV дьо Бурбон-Вандом и на съпругата му Франсоаз дьо Алансон. Веднага след раждането си той е обявен за граф на Мерл и Бомон.
На 25 март 1537, когато умира баща му, Антоан наследява титлите херцог дьо Вандом и граф дьо Ла Фер и Соасон.

## Крал на Навара (1555 – 1562)

### Брак с Жана д'Албре. Възкачване на престола
На 20 октомври 1548 се жени за Жана д'Албре, дъщеря на Енрике II Наварски и Маргьорит д'Ангулем, и сестра на покойния френски крал Франсоа I. Жана е единственото дете на родителите си и тяхна наследница, така че не е изненада, че когато баща ѝ умира на 25 май 1555, тя и съпругът ѝ стават кралица и крал на Навара.

### Отношения с Франция
Антоан е известен като голям поддръжник на Франция, воювайки на страната на французите при Анри II.
В своя сборник с поеми, озаглавен Химни, или по-точно Химни за Анри II, френският поет Пиер дьо Ронсар говори за един „Марс“ на служба при Анри II.

### Религия
По-малкият му брат Луи I Бурбон-Конде е глава на протестантското движение и участва активно в Религиозните войни във Франция, но бива смъртно ранен при Жарнак на 13 март 1569 година. Антоан посещава няколко пъти срещи и присъства на протестантски литургии, но не е привлечен за каузата. Всъщност Антоан никога не показва особена преданост към която и да е вяра, често преминавайки от протестантство в католицизъм и обратно. Първата му смяна на религията е заради жена – любовницата му Луиз дьо ла Беродиер де л'ил Рует, известна като „Ла бел Рует“, от която има един незаконен син, Шарл, който впоследствие става архиепископ на Руан.

### Последни години
Въпреки военните си умения, Антоан е повърхностен и дребнав, често разочароващ подчинените си, манипулиран от началниците си и надхитряван от противниците си. Той обсажда и взема превзетия от хугенотите Руан, където е смъртно ранен през 13 ноември 1562 година.

## Деца
Антоан и Жана Наварска имат пет деца:
- Анри дьо Бурбон (1551 – 1553)
- Анри дьо Бурбон (1553 – 1610), крал на Франция
- Луи дьо Бурбон (1555 – 1557)
- Мадлен дьо Бурбон (1556)
- Катерина Наварска, (1559 – 1604), съпруга на Анри I Лоренски (Лотаригия)